# Lyric Ross
Lyric Ross (30 de septiembre  de 2003) es una actriz estadounidense de cine y televisión, reconocida principalmente por su papel como Deja Pearson en el seriado de la NBC This is Us. Por su desempeño en esta producción, ha recibido nominaciones en eventos como los Teen Choice Awards, los BET Awards y los Premios NAACP Image, y fue reconocida con el premio al mejor elenco en una serie dramática en los Premios del Sindicato de Actores.

## Biografía
Luego de realizar algunos papeles menores en su infancia en los seriados Sirens y Chicago Fire, en 2017 obtuvo el papel recurrente de Deja Pearson en la segunda temporada de la serie This Is Us. Un año después, la cadena NBC anunció que Ross continuaría realizando su papel en la tercera temporada del seriado. También en 2018 interpretó el papel de reparto de Tameka en el filme Canal Street.
En 2022 interpretó la voz del personaje principal de Kat Elliot en el filme animado de Henry Selick, Wendell & Wild, y fue anunciada como miembro del reparto de la serie Ironheart, estrenada el 24 de junio de 2025.

## Filmografía

### Cine
| Año  | Título         | Papel      | Notas |
| ---- | -------------- | ---------- | ----- |
| 2017 | Rogers Park    | Ruby       |       |
| 2018 | Canal Street   | Tameka     |       |
| 2022 | The Class      | Casey      |       |
| 2022 | Wendell & Wild | Kat Elliot | Voz   |

### Televisión
| Año       | Título                       | Papel                              | Notas            |
| --------- | ---------------------------- | ---------------------------------- | ---------------- |
| 2015      | Sirens                       | Lily                               | 1 episodio       |
| 2015      | Chicago Fire                 | Niña                               | 1 episodio       |
| 2016      | Untitled Lena Waithe Project | Andrea                             |                  |
| 2017–2022 | This Is Us                   | Deja Pearson                       | Papel recurrente |
| 2025      | Ironheart                    | Natalie Washington, N.A.T.A.L.I.E. | Miniserie        |

## Premios y reconocimientos
| Año  | Premio                     | Categoría                                            | Proyecto   | Resultado |
| ---- | -------------------------- | ---------------------------------------------------- | ---------- | --------- |
| 2018 | Teen Choice Awards         | Choice TV Breakout Star                              | This Is Us | Nominada  |
| 2019 | BET Awards                 | Premio Young Stars                                   | This Is Us | Nominada  |
| 2019 | Screen Actors Guild Awards | Mejor desempeño de un reparto en una serie dramática | This Is Us | Ganadora  |
| 2019 | Image Awards (NAACP)       | Mejor desempeño de un actor o actriz joven           | This Is Us | Nominada  |
| 2020 | Image Awards (NAACP)       | Mejor desempeño de un actor o actriz joven           | This Is Us | Nominada  |
| 2020 | Image Awards (NAACP)       | Mejor desempeño de una actriz en una serie dramática | This Is Us | Nominada  |
| 2021 | Image Awards (NAACP)       | Mejor desempeño de un actor o actriz joven           | This Is Us | Nominada  |